# Orthogrammica regulatrix
Orthogrammica regulatrix är en fjärilsart som beskrevs av Edward P. Wiltshire 1961. Orthogrammica regulatrix ingår i släktet Orthogrammica och familjen nattflyn. Inga underarter finns listade i Catalogue of Life.